# Alexander Mitscherlich (psicologo)
Alexander Mitscherlich (Monaco di Baviera, 20 settembre 1908 – Francoforte sul Meno, 26 giugno 1982) è stato uno psicologo tedesco.

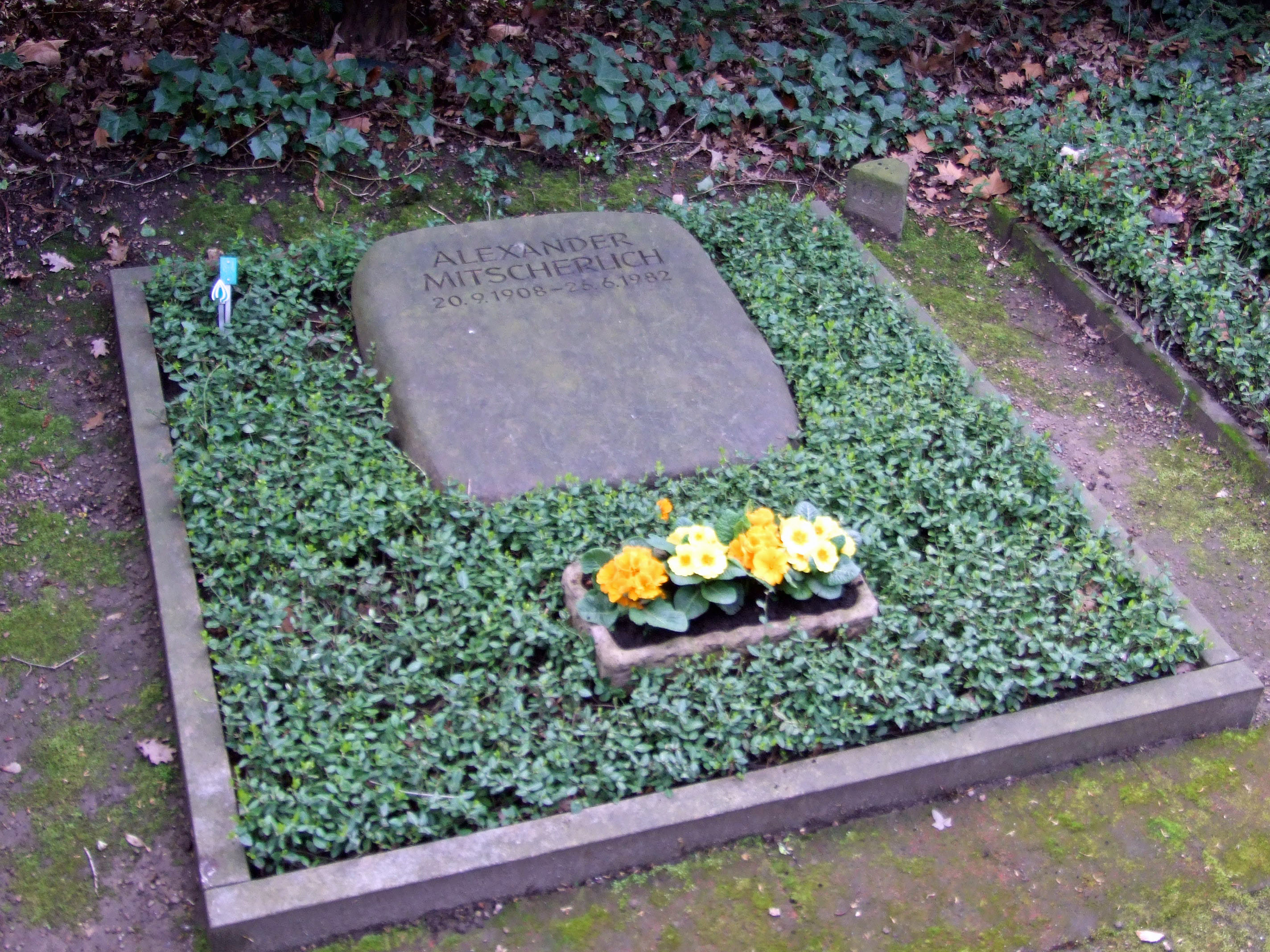
Tomba di Alexander Mitscherlich a Francoforte

Insegnante dal 1952 a Heidelberg, nel 1964 pubblicò Verso una società senza padre. Idee per una psicologia sociale. 
Nel saggio del 1964, rifacendosi a Walter Benjamin e a Siegfried Kracauer, Mitscherlich interpretò la propaganda nazista in chiave psico-analitica: con questa, il nazismo avrebbe attuato una rivoluzione culturale che avrebbe organizzato collettivamente un occhio superiore e in grado di restituire lo sguardo all'uomo moderno smarrito che guarda, senza però essere guardato. Applicato al contesto cinematografico, Mitscherlich dirà infatti che i tedeschi sotto il Nazismo avrebbero soddisfatto un piacere nell'essere visti e nell'esporsi allo sguardo onniveggente dello Stato e del Mondo, ma anche di sé stessi tramite l'uso del cinegiornali che portavano al cinema gli spettatori stessi; fenomeno già studiato da Benjamin ed etichettato sotto il termine di estetizzazione della politica. 
Divenne direttore dell'Istituto Sigmund Freud di Francoforte dal 1967 e fu tra i primi ad introdurre il concetto di sicurezza sociale.